# محمدرضا مهاجری
محمدرضا مهاجری (زادهٔ ۱۹ آذر ۱۳۴۳) بازیکن سابق و مربّی فوتبال اهل ایران است.

## دوران باشگاهی
ایشان سابقه بازی در تیم ابومسلم خراسان، پیام مشهد و آدونیس مشهد را نیز دارد.

## دوران مربیگری
وی سابقهٔ حضور در کادر فنی تیم‌های ابومسلم خراسان، استقلال اهواز، پاس تهران، راه‌آهن، داماش گیلان و صبای قم را دارد.
محمدرضا مهاجری سابقه هدایت تیم‌های فوتبال شیرین‌فراز کرمانشاه، سیاه‌جامگان، پدیده خراسان ،ماشین‌سازی تبریز، نساجی مازندران، ماشین‌سازی، مس کرمان، پدیده مشهد، خیبر خرم‌آباد و شمس‌آذر قزوین را نیز دارد.